# برانچویل (ایندیانا)
برانچویل (به انگلیسی: Branchville) یک منطقهٔ مسکونی در ایالات متحده آمریکا است که در شهرستان پری، ایندیانا واقع شده‌است. برانچویل ۱۳۱٫۹۸ متر بالاتر از سطح دریا واقع شده‌است.

## تاریخچه
برانچویل در سال ۱۸۷۴ احداث شد، نام آن از یک انجمن از شاخه‌ای در نزدیکی اویل کریک گرفته شد. یک اداره پست از سال ۱۸۷۸ در برانچویل فعال بوده‌است.